# النخلة الحمراء
النخلة الحمراء هي قرية من قرى مديرية الحداء تقع إلى الشرق من ذمار على بعد 35 كم، ويحدها من الشمال قرية الزيلة ووادي وجبال النقيل، ومن الجنوب قرية الحذفة ووادي الجهارنة وجبال الصنمية، ومن الشرق جبال الحيد ووادي الحرورة، وغرباً قرية رياش ووادي وجبال علان، وكان اسمها القديم «يكلى»، وهي مدينة خربة أعلى عزلة الكميم بالحداء، وتعرف باسم النخلة الحمراء حاليا  وعثر فيها عام 1348هـ على تمثال (ذمار علي يهبر وابنه ثأران) الملك السبئي المعروف.
ويورد «الهمداني» في كتابه «صفة جزيرة العرب» (يكلى) ضمن مخلاف ذي جره، وتنسب إلى «يكلى بن مالك بن الحارث بن مرة بن أدد بن زيد بن عمرو بن عريب بن زيد بن كهلان بن حمير»، وفي حصن النخلة الحمراء يوجد بقايا من البناء يدهش الناظرين، وهو بالأحجار العظيمة (البلق) البيضاء المنجورة كأنها قطعة صابون، ويضيف القاضي «السياغي» أن كل حجرة متداخلة بما فوقها وتحتها لا يقدر أحد ينتزع منه حجرة واحدة، وما كان هذا به إلا بالحريق، ويبدو أن المدينة قد تعرضت للحريق، ويشير د. أحمد فخري في كتابه «اليمن ماضيها وحاضرها» إلى أنه في عامي (1931 - 1932م) حفر (راثينس Rathiens) في موقع النخلة الحمراء بأمر ولي العهد آنذاك الأمير «أحمد» ووجد فيه آثاراً كثيرةً، كما يذكر الأستاذ «عبد الله الثور» في كتابه «هذه هي اليمن» أن ولي العهد الأمير «أحمد» قد وجه في عام 1939م بالتنقيب عن الآثار في الموقع، واستخرج عدة تماثيل منها التمثالين البرونزيين المعروضين في المتحف الوطني بصنعاء.

## تمثـالا ذمار علي وابنه ثأران
تعتبر التماثيل من أهم الشواهد الأثرية المكتشفة، فهي تعطينا فكرة واضحة عن المعتقدات والطقوس الدينية التي كان يزاولها الإنسان القديم في عصوره السحيقة، كما أنها تطلعنا على نوعية الملابس التي كانوا يرتدونها وكيفية تصفيف شعور رؤوسهم ولحاهم، وأبرز هذه التماثيل التي عثر عليها حتى الآن هما تمثالا ذمار علي يهبر الأول وابنه ثأران. عثر على هذين التمثالين عام 1931م في النخلة الحمراء (يكلى) حيث وجدا مكسوران وقطعهما متناثرة وصادئة، وفي عام 1977م عقدت اتفاقية بين اليمن وألمانيا الاتحادية لترميمهما ومحاولة صياغتهما كاملين (طبق الأصل)، وقد مرت عملية الترميم بثلاث مراحل أساسية هي معالجة القطع وتشطيفها، والثانية هي إعادة صب التمثالين صياغة جديدة، (صورة طبق الأصل)، والمرحلة الثالثة هي إعادة التركيب، وفي أواخر سنة 1983م أعيد هذين التمثالين إلى اليمن وهما الآن معروضان في المتحف الوطني بصنعاء وهما ذو تأثير.

### نبذة تاريخية عن الملك ذمار علي وابنه ثأران
ذمار علي يهبر الأول حاكم سبأ وذي ريدان في الفترة فيما بين (135 م - 175 م)، وقد شاركه الحكم أبنه ثأران يعب يهنعم منذ أواسط القرن الثاني الميلادي، ثم انفرد بالحكم في الفترة فيما بين (175 مم - 214م)، وهو ملك مخضرم عاصر الكثير من الأحداث والانقلابات والتغيرات السياسية.
التمثال أهدي لهذين الملكين في عهدهما المشترك، ويمكننا تقدير تأريخه إلى ستينيات القرن الثاني الميلادي. ومما يلاحظ في النقش ذكر ثأران يعب يهنعم دون ألقابه "يعب" أو "يهنعم"، وفي الحقيقة أن هذا الملك لم يحمل أي لقب طيلة فترة مشاركته والده. وهذا الأمر جعل الباحثين يتعرفون بسهولة تامة على أن شخصيتي التمثالان ذمار علي يهبر وابنه ثأران ملكي سبأ وذي ريدان، هناك دليلان يشيران إلى هذا الاتجاه: أولاً، اللقب "ملكي سبأ وذي ريدان". ثانياً: ثأران دون لقب "يعب" أو يهنعم، الذي اكتسبهما هذا الملك بعد وفاة والده. أما ثأران يهنعهم الثاني فهو معروف باسم ثأران يهنعم منذ أيام مشاركته أبيه، وهنا دلالة قطعية أن التمثالان يعودان للقرن الثاني الميلادي دون أدنى أشك. 